# Platyzosteria punctata
Platyzosteria punctata är en kackerlacksart som beskrevs av Brunner von Wattenwyl 1865. Platyzosteria punctata ingår i släktet Platyzosteria och familjen storkackerlackor. Inga underarter finns listade i Catalogue of Life.